# カルポー

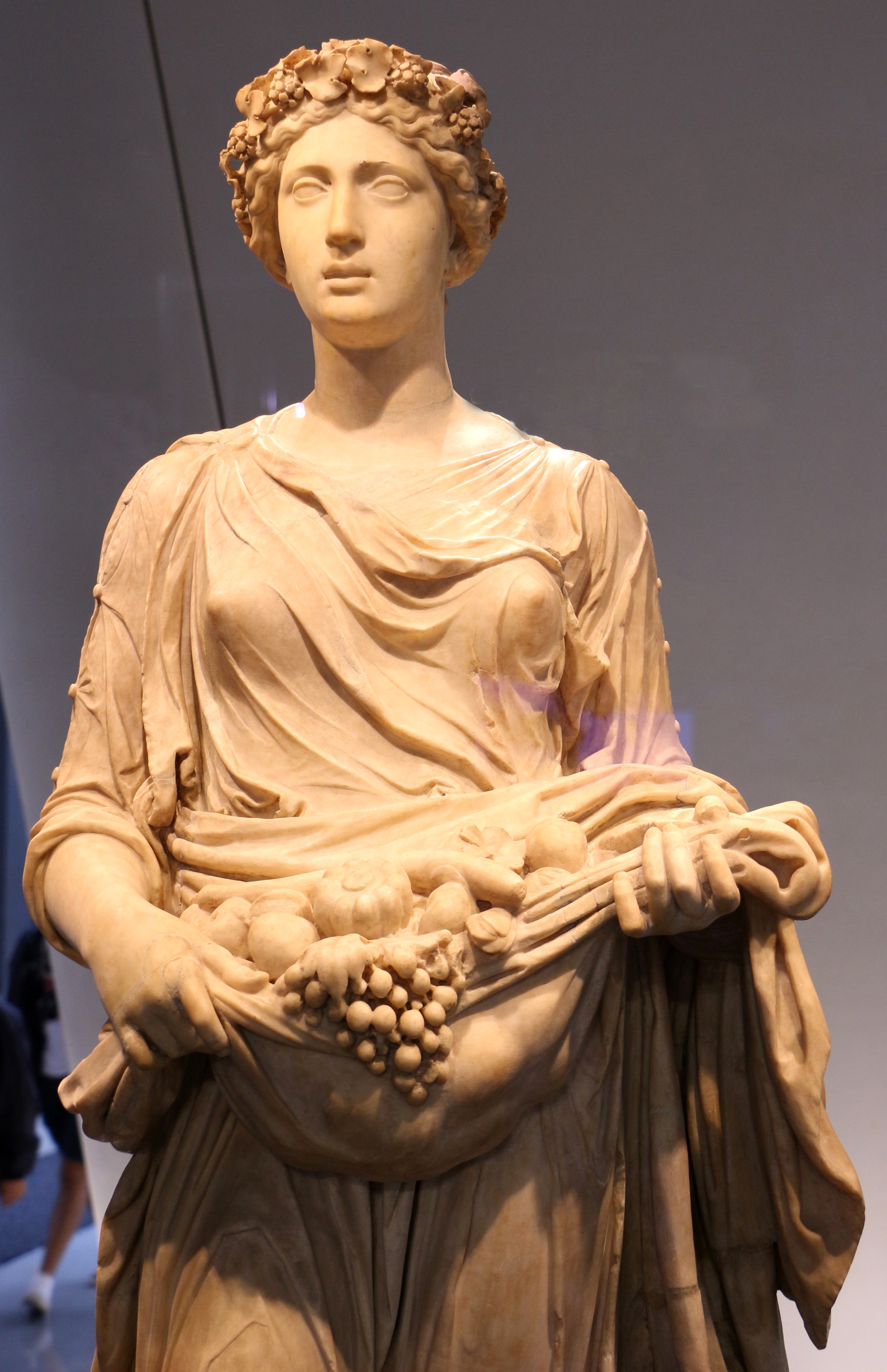
イタリアの宮殿にあるカルポー像

カルポー（古希: Καρπώ, Carpo）は、ギリシア神話に登場する女神である。季節の女神・ホーラーの一柱で秋を司る。日本語では長母音記号を省略してカルポとも表記される。
ゼウスとテミスの3柱の娘の1人で、植物の結実・収穫を象徴する。アッティカ地方ではタロー、アウクソーとともに3柱説のホーラーの1柱である。